# 松江市立鹿島中学校
松江市立鹿島中学校（まつえしりつ かしまちゅうがっこう）は、島根県松江市鹿島町名分にある公立中学校。

## 校区
- 校区は、佐太小学校、鹿島東小学校、恵曇小学校の通学区域となっている。

## 沿革
- 1958年（昭和33年） - 恵曇・佐太・講武・御津の4中学校を統合し、鹿島町立鹿島中学校を設立（名目統合）。
- 1959年（昭和34年） - 現校舎に移転（実質統合）。
- 2005年（平成17年）3月31日 - 松江市立鹿島中学校に改称。

## 部活動
- 野球部
- サッカー部
- バレー部（男・女）
- 剣道部
- 女子テニス部
- 美術部
- 吹奏楽部